# Chris Paul
Christopher Emmanuel «Chris» Paul (Winston-Salem, Carolina del Norte, 6 de mayo de 1985), es un jugador de baloncesto estadounidense que pertenece a la plantilla de Los Angeles Clippers de la NBA. Con 1,83 metros de estatura, juega en la posición de base.
Apodado «CP3», fue elegido por New Orleans Hornets en cuarta posición del Draft de la NBA de 2005, nombrado a final de la temporada rookie del año. En 2011 fue traspasado a Los Angeles Clippers, y en 2017 a los Houston Rockets siendo en el fichaje más caro de la historia de la NBA en ese momento. Posteriormente, en 2019, fue enviado a los Thunder a cambio de Russell Westbrook, donde pasó una temporada, antes de recalar durante tres años en los Phoenix Suns, una temporada en Golden State y luego San Antonio.
Está considerado como uno de los mejores bases de la NBA, como atestiguan sus galardones a lo largo de su trayectoria, como la de seis veces máximo recuperador de balón y en cinco ocasiones máximo asistente de la liga. Ha sido All-Star en doce ocasiones y formó parte del Mejor quinteto cuatro temporadas, y del Mejor quinteto defensivo en siete ocasiones.
Con la selección estadounidense ganó la medalla de oro en los Juegos Olímpicos de Pekín 2008 y en los Juegos Olímpicos de Londres 2012 y de bronce en el Mundial de Japón 2006.
Fue presidente de la National Basketball Players Association -NBPA- (Asociación Nacional de Jugadores de Baloncesto) desde 2013 a 2021.

## Trayectoria deportiva

### Instituto
Chris se matriculó en el instituto West Forsyth High School, pero no tenía mucha ilusión de formar parte del equipo de baloncesto, del que su hermano C.J. era el mejor jugador. Esa desilusión quedó reflejado en sus dos primeras temporadas, donde su juego pasó desapercibido. Paul por entonces estaba en 1,70 de estatura, y le resultaba complicado competir con oponentes más fuertes físicamente.
El juego de Paul comenzó a florecer en su año júnior, después de que C.J. se marchara a la Universidad de Hampton. Creció más de 10 centímetros (acercándose al 1.83 que mide en la actualidad) pero sin perder un ápice de su velocidad. Sus promedios aumentaron hasta los 25 puntos, 5,3 asistencias y 4,4 robos. Lideró a West Forsyth a un récord de 26-4 y a las semifinales del Campeonato estatal 4-A. Paul se llevó el Jugador del Año en Central Piedmont. Paul llamó la atención de entrenadores en la universidad, pero su mente estaba puesta en Wake Forest. Con los Demon Deacons se comprometió de manera oral. En noviembre de 2002, Chris Paul firmó una carta de intenciones con Wake Forest. "Papa Chilly" sonreía de oreja a oreja con orgullo, y tras la ceremonia, Paul le colocó con sombrero de Wake Forest en su cabeza.
Sin embargo, en menos de 24 horas, la vida de Chris Paul pegó un vuelco cuando su abuelo de 61 años, Papa Chilly, fue atracado y asesinado por una pandilla de jóvenes que entraron a robar a su casa. Chris y su familia quedaron destrozados. Cerca de 2000 personas acudieron al funeral. Chris estaba aturdido, pero una sugerencia de una tía lo despertó. Esta le sugirió que para el próximo encuentro ante Parkland High anotara 61 puntos en honor a su abuelo.
Antes de comenzar ese partido, le dijo a su entrenador que iba a hacer algo especial. En una prodigiosa actuación, anotó un punto por cada año de vida que vivió su abuelo, fallando un tiro libre adrede y pidiendo el cambio acto seguido para no pasar de los 61 puntos. Se fundió en un emocionadísimo abrazo con sus padres, que estuvieron siguiendo el partido junto al banquillo, nada más abandonar la cancha.
En su año sénior, promedió 30,8 puntos, 5 rebotes, 8 asistencias y 6 robos para liderar a su equipo a un balance de 27-3. Llegó a las finales regionales del Campeonato estatal 4A.
En 2003 fue elegido para disputar el McDonald's All-American donde repartió 10 asistencias y se llevó el premio a la deportividad. En aquella campaña fue nombrado Mr. Basketball de Carolina del Norte por Charlotte Observer, Parade All-American y fue incluido en el 2.º quinteto del High School por USA Today. Formó parte del USA Basketball Men's Youth Development Festival y fue miembro del equipo plata en el Jordan Brand Capitol Classic All-Star Game.
Jugó el torneo AAU Sub-19 en Greensboro con North Carolina Gaters, y lideró la victoria 116-70 sobre Charlotte Royals. En aquel encuentro anotó 24 puntos.

### Universidad
Paul estuvo en la Universidad de Wake Forest de 2003 hasta 2005 bajo el mando del técnico Skip Prosser. Paul, que formó juego exterior junto al tirador Justin Gray, se convirtió en el motor del equipo. Aquella temporada sus números fueron de 14.8 puntos, 5.9 asistencias y 2.7 robos. Chris Paul fue elegido en aquella (2003-04) Freshman del Año en la Atlantic Coast Conference y Mejor Jugador por Associated Press. También fue incluido en el Mejor equipo defensivo de la ACC.
El primer gran test de Paul llegó frente a Indiana Hoosiers|Indiana, en el ACC-Big Ten Challenge. Pasó la prueba con nota tras anotar 20 puntos y dar 8 asistencias en la victoria 100-67 de su equipo. Mike Davis, entrenador de los Hoosiers, declaró al final del encuentro que Paul fue el mejor base al que su equipo se había enfrentado desde que él entrenaba.
En el torneo NCAA, cayeron en semifinales regionales ante Saint Joseph's Hawks por 84-80 con una gran actuación de Jameer Nelson, autor de 24 puntos.
Durante aquel verano, ayudó a la selección júnior de Estados Unidos a lograr un título en Canadá.
En la 2004-05 fue incluido en el Mejor quinteto All-American en 2005. Fue finalista del Premio John R. Wooden y del Universitario del Año. Acabó la temporada con un promedio de 15.2 puntos, 6.6 asistencias, otros tantos rebotes y 2.4 robos. Los Demon Deacons volvieron a quedarse fuera de la lucha por la Final Four tras caer en 2.ª ronda ante West Virginia 111-105 en un encuentro que tuvo dos prórrogas.
Paul también consiguió el récord de robos (84) en una temporada de un freshman en la ACC, superando los 81 del base de Duke, Jason Williams en la 1999-00. Rompió varios récords, para un jugador de primer año en Wake Forest, como porcentaje de tres puntos, tiros libres, porcentaje de tiros libres, asistencias y robos.
En su paso por Wake Forest acumuló 948 puntos, 395 asistencias y 160 robos y como aspecto negativo dejó el partido de sanción que le tocó por propinar un puñetazo a Julius Hodge, jugador de North Carolina State.

#### Estadísticas
| Año     | Equipo      | PJ | PT | MPP  | %TC  | %3P  | %TL  | RPP | APP | ROB | TPP | PPP  |
| ------- | ----------- | -- | -- | ---- | ---- | ---- | ---- | --- | --- | --- | --- | ---- |
| 2003-04 | Wake Forest | 31 | 31 | 33.6 | .496 | .465 | .843 | 3.3 | 5.9 | 2.7 | .4  | 14.8 |
| 2004-05 | Wake Forest | 32 | 32 | 33.4 | .451 | .474 | .834 | 4.5 | 6.6 | 2.4 | .0  | 15.3 |
| Total   | Total       | 63 | 63 | 33.5 | .472 | .470 | .838 | 3.9 | 6.3 | 2.5 | .2  | 15.0 |

### NBA

#### New Orleans Hornets
Paul llegaba al draft de 2005 con la vitola de un base capaz de marcar una época. Fue elegido en 4.ª posición por New Orleans Hornets. Llegaba a una franquicia devastada por el huracán Katrina, por lo que tuvieron que mudarse a Oklahoma City durante su primera temporada. En el New Orleans Arena solo disputaron tres encuentros. Paul rápidamente se echó el equipo a las espaldas, tanto que el equipo no anduvo muy lejos de meterse en Playoffs. Acabaron con un récord de 38-44 y Chris Paul con el premio de Rookie del Año, logrando ser el Rookie del Mes en la Conferencia Oeste a lo largo de toda la liga regular. Lideró a los rookies en puntos (16.1), asistencias (7.8), robos (2.2) y minutos, además de añadir a su estadística 5.1 rebotes por noche. Por consiguiente tuvo un sitio en el Mejor quinteto de rookies de la NBA. Chris logró su primer triple-doble el 2 de abril de 2006 frente a Toronto Raptors, donde firmó 24 puntos, 12 rebotes y 12 asistencias. Paul se llevó el premio ESPY al "Deportista Revelación".

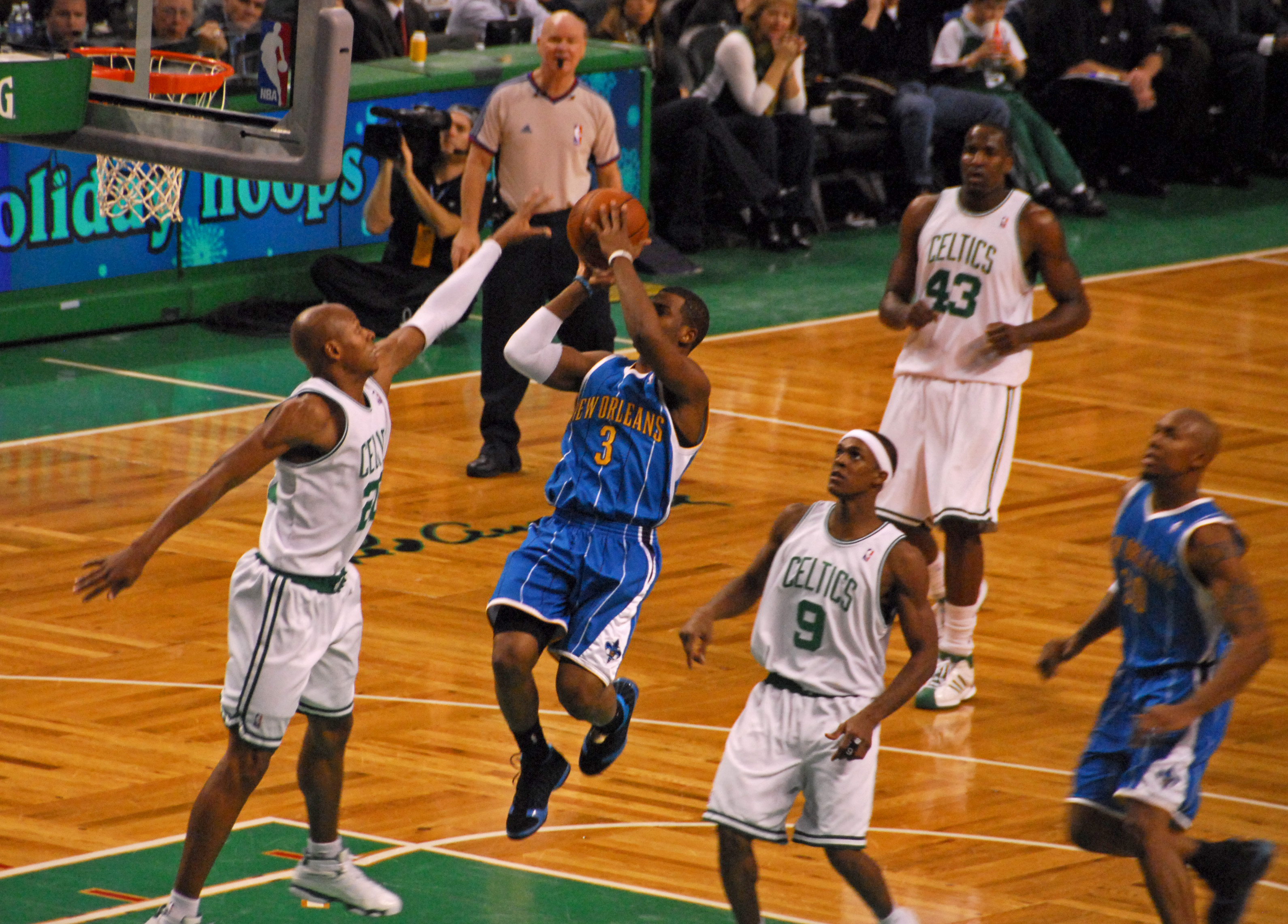
La penetración es una de las especialidades de Paul.

En la temporada 2006-07 explotó más aún y se marcó una temporada que perfectamente pudo valerle un hueco en el All Star Game. Promedió 17.3 puntos, 4.4 rebotes y 8.9 asistencias. Acudió al Rookie Challenge y al Concurso de Habilidades sustituyendo a Steve Nash. En el partido de novatos frente a sophomores firmó 17 asistencias y 9 robos, récord en este evento, aparte de 16 puntos. Por lesiones se tuvo que perder 18 encuentros de temporada regular.
El equipo volvió a quedarse, esta vez más todavía, a las puertas de playoffs. Finalizaron con un balance de 39-43, a tan solo 3 victorias del octavo clasificado, Golden State Warriors, en una temporada donde Hornets acusó las notables bajas de Peja Stojakovic y durante un tiempo David West o el propio Chris Paul, que se perdió 18 partidos.
En el regreso definitivo del equipo a New Orleans en la temporada 2007-08, Paul se consolidó como una de las estrellas de la NBA tras promediar 21.1 puntos, 4 rebotes, 11.6 asistencias y 2.6 robos (líder de la NBA en estos dos últimos aspectos). Por primera vez fue seleccionado para el All Star Game de New Orleans, junto a su compañero de equipo David West y entrenados por su técnico Byron Scott. En el partido firmó 16 puntos, 14 rebotes y 5 robos. Paul fue también incluido en el Mejor quinteto de la NBA y en el Mejor quinteto defensivo. Además, terminó 2.º en la votación al MVP, detrás de Kobe Bryant.
Durante el All-Star Weekend, Paul participó de nuevo en el Concurso de Habilidades. Ganó la primera ronda, pero perdió en la final ante Deron Williams. Los Hornets entraron en playoffs por primera vez desde la temporada 2003-04, acabando con balance de 56-26, el mejor de la historia del equipo. Finalizaron segundos en la Conferencia Oeste, y se llevaron el título de la División Suroeste de la NBA.
En su primer partido de playoffs ante Dallas Mavericks, firmó 35 puntos (24 de ellos en la segunda parte), además de 10 asistencias y 4 robos. En el segundo encuentro mejoró sus números con 32 puntos y 17 asistencias (récord de la franquicia), liderando a los Hornets a una ventaja de 2-0. En el quinto partido sellaron su clasificación a Semifinales de Conferencia con un triple doble de Chris Paul de 24 puntos, 11 rebotes y 15 asistencias. En las semis se midieron a los San Antonio Spurs. Paul llevó a los Hornets a un 2-0 inicial que San Antonio fue capaz de empatar. En el segundo enfrentamiento, que además coincidía con su cumpleaños, CP3 pasó por encima de Tony Parker con 30 puntos y 12 rebotes. Con la eliminatoria empatada a tres partidos, el séptimo encuentro se disputó en Nueva Orleans. Sin embargo, San Antonio se llevó la victoria por 91-82. Chris Paul jugó un buen partido con 18 puntos, 8 rebotes y 14 asistencias, pero la experiencia de los Spurs fue decisiva para llevarse el partido a su terreno.
Al final de la temporada, firmó una extensión de tres años, con opción a un cuarto, a razón de 68 millones de dólares.
En la 2008-09, Paul volvió a ser seleccionado para jugar el All Star Game, celebrado en Phoenix, como base titular de la Conferencia Oeste, finalizando el encuentro con 14 puntos y 14 asistencias.
El 17 de diciembre de 2008, frente a Orlando Magic, Paul superó el récord que Alvin Robertson poseía de registrar un robo mínimo por partido durante 108 partidos consecutivos.

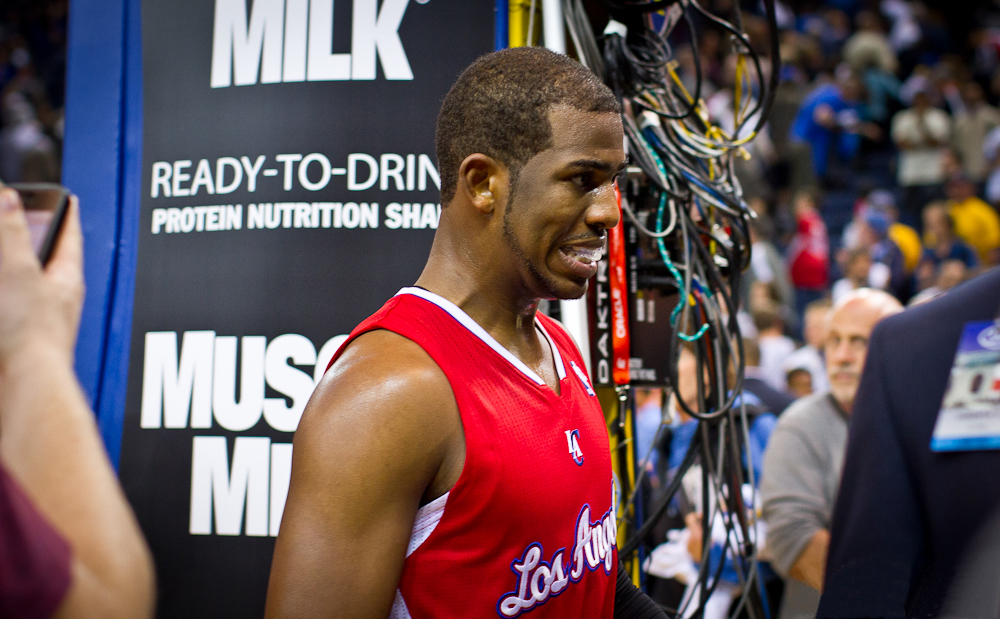
Paul, en su primera temporada con los Clippers.

A principios de diciembre de 2011, tras el lockout, Paul fue traspasado a Los Angeles Lakers en una operación a tres bandas en la que el base recalaba en los Lakers, Pau Gasol en los Houston Rockets y Lamar Odom, Kevin Martin y Luis Scola en los Hornets. Al día siguiente la NBA, propietaria de los Hornets en ese momento, vetó el traspaso. El comisionado de la liga, David Stern, alegó "razones baloncestísticas". Finalmente, el 15 de diciembre de 2011 fue traspasado a Los Angeles Clippers a cambio de Chris Kaman, Eric Gordon, Al-Farouq Aminu y rondas del draft.

#### Los Angeles Clippers
La llegada de Paul a los Clippers supuso un salto de calidad para la franquicia. Además del base, el equipo angelino fichó a Caron Butler, Chauncey Billups y Reggie Evans, procedentes de la agencia libre. A lo largo de la temporada, los Clippers incorporaron a Nick Young (vía traspaso), Kenyon Martin, Solomon Jones y Courtney Fortson. Con todos esos fichajes y las altas expectativas creadas en torno a la sociedad que iban a formar Chris Paul y Blake Griffin, el objetivo de los Clippers era quedar por delante de los Lakers en la clasificación de la División Pacífico por primera vez desde 2006.

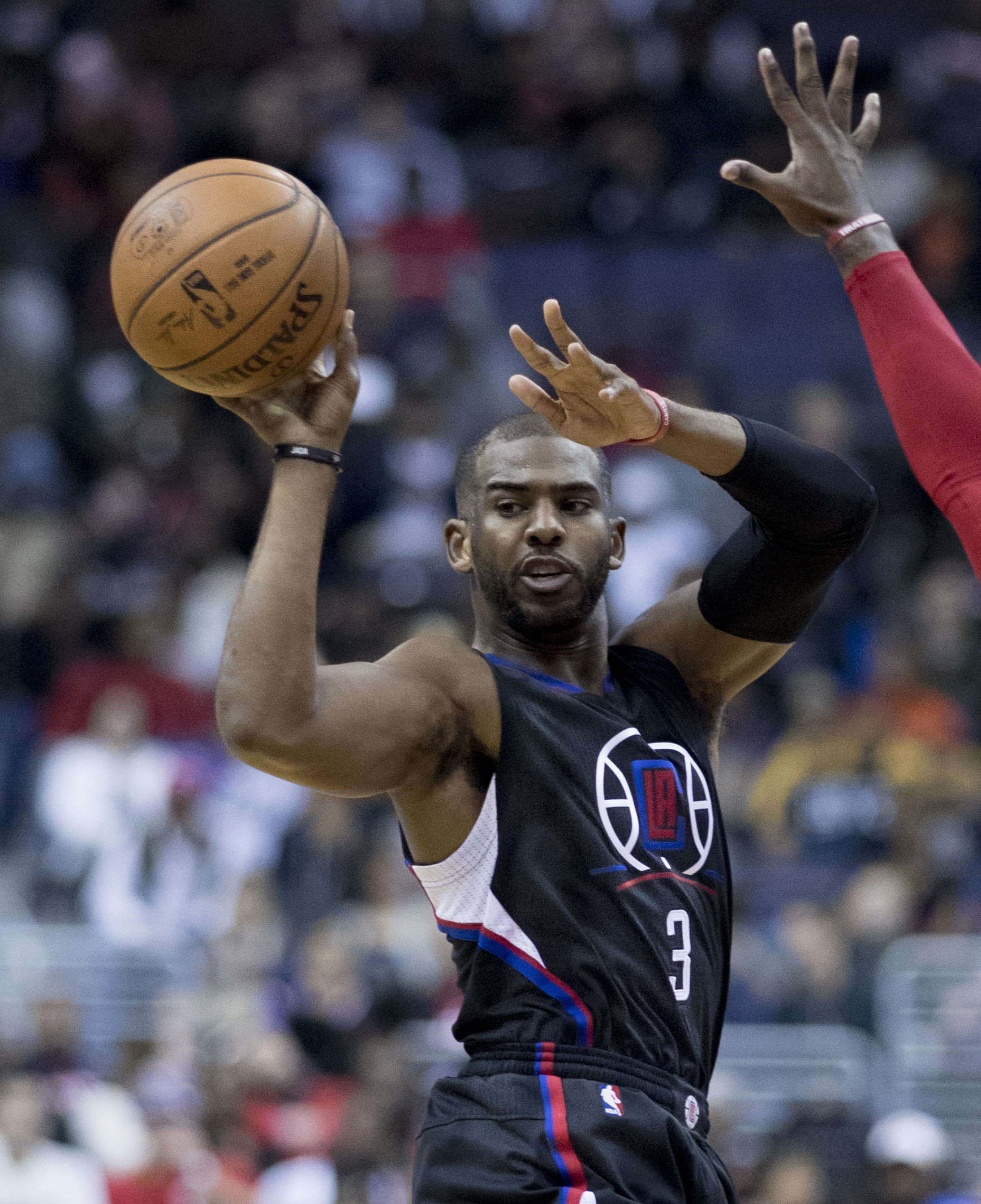
Paul, en 2016.

Debutó con los Clippers el 25 de diciembre de 2011 ante los Golden State Warriors firmando una actuación de veinte puntos y nueve asistencias. Además, su nuevo equipo venció al conjunto de Oakland por 105 a 86. Su mejor partido de la temporada tuvo lugar el 22 de abril de 2012. Ese día Paul hizo 33 puntos, 13 asistencias y 8 robos de balón ante los New Orleans Hornets, su antiguo equipo. Los número de CP3 al finalizar la campaña fueron de 19'8 puntos, 3'6 rebotes, 9'1 asistencias y 2'5 robos de balón por partido. Los Clippers terminaron la temporada con un balance de 40 victorias y 26 derrotas, quintos en la Conferencia Oeste y segundos de su división, únicamente superados por los Lakers.
En su primera aparición en Playoffs desde la temporada 2005-06, los Clippers se midieron a los Memphis Grizzlies en primera ronda. El conjunto de Los Ángeles llegó a ponerse 3-1 por delante en la eliminatoria, pero la franquicia de Tennessee logró empatar y forzar el séptimo partido, que tendría lugar en el FedExForum de Memphis. A pesar de que los Grizzlies contaron con el factor cancha a su favor, los Clippers se impusieron por 72 a 82. Paul terminó el choque con 19 puntos, 9 rebotes y 4 asistencias. En las semifinales de Conferencia se enfrentaron a los San Antonio Spurs, quienes barrieron a los Clippers por un contundente 4-0 de balance global en la eliminatoria.

#### Houston Rockets
El 28 de junio de 2017 se anunció su traspaso a Houston Rockets a cambio de Sam Dekker, Lou Williams, Patrick Beverley y una primera ronda del draft de 2018. La pareja exterior que formó con James Harden junto con la contribución de jugadores como Clint Capela o Eric Gordon le valió al equipo tejano para liderar la liga en la temporada regular con un registro de 65-17, el mejor registro de la historia de la franquicia. Tras quedar primeros en la Conferencia Oeste de la NBA se enfrentaron en primera ronda a los Minnesota Timberwolves ganando 4-1 en una gran serie de James Harden. En segunda ronda se enfrentaban a los inexpertos Utah Jazz liderados por Donovan Mitchell a los que ganaron en cinco partidos, en los que Chris Paul fue fundamental, llegando a anotar 41 puntos en el último partido. Los Rockets llegaron fácilmente a las esperadas Finales de Conferencia contra los Golden State Warriors. Serían las primeras finales de conferencia de Paul. La serie empezó adversa para Houston perdiendo el primer partido en el Toyota Center aunque consiguieron remontar la serie en la bahía empatando a 2. Entonces en el quinto partido, en el que los Rockets se pondrían 3-2, el base sufriría una lesión en el isquiotibial derecho que le apartaría de la cancha lo que quedaba de serie. Golden State empató la serie en Oakland y en el crucial séptimo partido los Houston Rockets perdieron tras una nefasta noche desde el perímetro, fallando 27 triples seguidos, y Golden State repetiría por cuarto año consecutivo en las finales contra Cleveland Cavaliers.

#### Oklahoma City Thunder
Tras dos temporadas en Houston, el 11 de julio de 2019, es traspasado, junto con tres primeras ronda del Draft, a Oklahoma City Thunder a cambio de Russell Westbrook. En Oklahoma completaría una buena temporada, clasificando el equipo a los Playoffs, cayendo ante los Houston Rockets en 7 partidos. Durante la temporada regular Paul vuelve a ser seleccionado para el All-Star Game después de 3 años.

#### Phoenix Suns
Después de una buena temporada en Oklahoma, el 16 de noviembre de 2020, es traspasado a Phoenix Suns junto a Abdel Nader, a cambio de Ricky Rubio, Kelly Oubre, Ty Jerome, Jalen Lecque y una futura ronda. El 23 de febrero de 2021, fue elegido por decimoprimera vez para disputar el All-Star Game que se celebró en Atlanta. El 21 de marzo, registró su tercer triple doble de la temporada (11 puntos, 10 rebotes y 13 asistencias) en la victoria ante Los Angeles Lakers, y convirtiéndose en el sexto jugador en la historia de la NBA en alcanzar a las 10 000 asistencias. El 19 de abril, se colocó en el puesto número cinco de la lista de máximos asistentes de la NBA, al superar las 10 141 asistencias de Magic Johnson. El 30 de junio, durante el sexto encuentro de finales de conferencia ante los Clippers, anotó 41 puntos, siendo la mejor marca de su carrera en playoffs y llegando por primera vez a unas Finales de la NBA.
El 2 de agosto de 2021, acuerda una extensión de contrato con los Suns por $120 millones y 4 años.
El 22 de octubre de 2021, en el segundo encuentro de la temporada, ante Los Angeles Lakers, Paul alcanza los 20.000 puntos y las 10.000 asistencias en su carrera NBA, siendo el primer jugador de la historia en conseguir dichos registros. El 2 de noviembre, supera las 10.335 asistencias de Steve Nash, convirtiéndose en el tercer máximo asistente de la historia de la liga. El 24 de enero de 2022 ante Utah Jazz, reparte 14 asistencias y anota 27 puntos, 15 de ellos en el último cuarto. El 28 de enero, ante Minnesota Timberwolves logra un triple doble de 21 puntos, 10 rebotes y 14 asistencias. El 30 de enero, ante San Antonio Spurs, anota 20 puntos y reparte 19 asistencias. El 3 de febrero, se anunció su presencia como reserva en el All-Star Game de la NBA 2022, siendo la decimosegunda participación de su carrera. El 10 de febrero ante Milwaukee Bucks, repartió 19 asistencias. Al término de la temporada regular, finalizó como el máximo asistente de la temporada (10,8), por quinta vez en su carrera. Ya en postemporada, el 28 de abril, en el sexto partido de primera ronda ante New Orleans Pelicans anotó 14 de 14 en tiros de campo, siendo la mejor marca en la historia de los playoffs.
Al comienzo de la 2022-23, supera las 11.000 asistencias, siendo el tercer jugador en alcanzar esta cifra tras John Stockton y Jason Kidd. En febrero de 2023 supera los 2514 robos de balón de Michael Jordan y se coloca como el tercer máximo recuperador de balones de la historia de la liga.

#### Golden State Warriors
Al término de la temporada los Suns comunican su decisión de cortarle, por lo que sería agente libre en verano. Pero el 18 de junio de 2023 es traspasado a Washington Wizards, junto a Landry Shamet, a cambio de Bradley Beal y Jordan Goodwin. Cinco días después, el 22 de junio, es traspasado a Golden State Warriors a cambio de Jordan Poole y Ryan Rollins.

#### San Antonio Spurs
El 30 de junio de 2024 es cortado por los Warriors y firma por una temporada y $11 millones con San Antonio Spurs. El 15 de noviembre ante Los Angeles Lakers alcanza las 12.000 asistencias, siendo el tercer jugador en toda la historia en alcanzar esa cifra. El 8 de diciembre ante New Orleans Pelicans supera las 12.092 asistencias de Jason Kidd, convirtiéndose en el segundo máximo asistente de la historia, solo por detrás de John Stockton. El 20 de febrero de 2025 superó nuevamente a Jason Kidd, en esta ocasión como el segundo jugador con más robos de balón de la historia, dejando su marca en 2684, solo por detás de John Stockton.
En julio de 2025 anunció en una entrevista que la temporada 2025-26, la que sería su vigesimoprimera en la NBA, sería su última temporada en activo como jugador.

#### Último baile en Los Ángeles
El 21 de julio de 2025 acuerda un contrato de una temporada con Los Angeles Clippers.

## Selección nacional

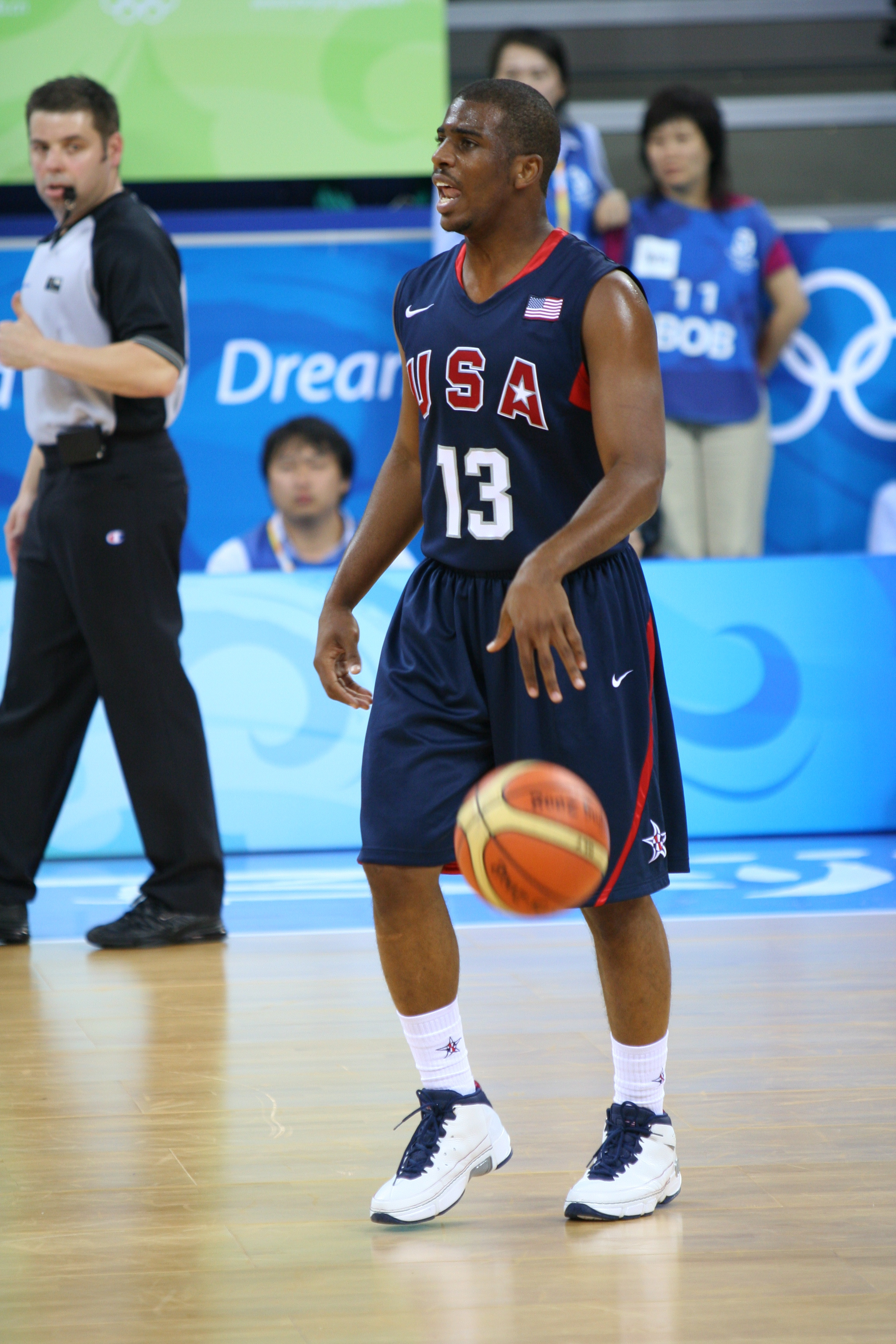
Paul, con USA en Pekín 2008.

Paul sumó 10 internacionalidades con los equipos júnior de Estados Unidos. 
Con la selección absoluta de Estados Unidos, debutó el 4 de agosto de 2006, en un amistoso frente a la Puerto Rico. Paul formó parte de la selección que se llevó el bronce en el Mundial de Japón 2006 frente a la Argentina. Paul registró un récord de asistencias totales de Estados Unidos en un Mundial, con 44, junto con solo 9 pérdidas.
En los Juegos Olímpicos de Pekín 2008, alcanzó su mayor éxito con el combinado nacional al colgarse la medalla de oro tras vencer a España en la final. El papel de Paul en aquel equipo fue de suplente de Jason Kidd.
En los Juegos Olímpicos de Londres 2012, como base titular del equipo, logró nuevamente la medalla de Oro, su segunda, al vencer en la final, tal y como ocurrió cuatro años antes, a España por 107-100. En esta Olimpiada, logró quedar al frente de la clasificación en robos de balón (2,5 por partido) añadiendo a los mismos, 5,1 asistencias en tal solo 25 minutos de media por partido.

## Estadísticas de su carrera en la NBA
|  | Líder de la liga |
|  | Récord de la NBA |

### Temporada regular
| Año      | Equipo           | PJ    | PT    | MPP  | %TC  | %3P  | %TL  | RPP | APP  | ROB | TPP | PPP  |
| -------- | ---------------- | ----- | ----- | ---- | ---- | ---- | ---- | --- | ---- | --- | --- | ---- |
| 2005-06  | NO/Oklahoma City | 78    | 78    | 36.0 | .430 | .282 | .847 | 5.1 | 7.8  | 2.2 | .1  | 16.1 |
| 2006-07  | NO/Oklahoma City | 64    | 64    | 36.8 | .437 | .350 | .818 | 4.4 | 8.9  | 1.8 | .1  | 17.3 |
| 2007-08  | New Orleans      | 80    | 80    | 37.6 | .488 | .369 | .851 | 4.0 | 11.6 | 2.7 | .1  | 21.1 |
| 2008-09  | New Orleans      | 78    | 78    | 38.5 | .503 | .364 | .868 | 5.5 | 11.0 | 2.8 | .1  | 22.8 |
| 2009-10  | New Orleans      | 45    | 45    | 38.0 | .493 | .409 | .847 | 4.2 | 10.7 | 2.4 | .2  | 18.7 |
| 2010-11  | New Orleans      | 80    | 80    | 36.0 | .463 | .388 | .878 | 4.1 | 9.8  | 2.4 | .1  | 15.8 |
| 2011-12  | L.A. Clippers    | 60    | 60    | 36.4 | .478 | .371 | .861 | 3.5 | 9.1  | 2.5 | .1  | 19.8 |
| 2012-13  | L.A. Clippers    | 70    | 70    | 33.4 | .481 | .328 | .885 | 3.7 | 9.7  | 2.4 | .1  | 16.9 |
| 2013-14  | L.A. Clippers    | 62    | 62    | 35.0 | .467 | .368 | .855 | 4.3 | 10.7 | 2.5 | .1  | 19.1 |
| 2014-15  | L.A. Clippers    | 82    | 82    | 34.8 | .485 | .398 | .900 | 4.6 | 10.2 | 1.9 | .2  | 19.1 |
| 2015-16  | L.A. Clippers    | 74    | 74    | 32.7 | .462 | .371 | .896 | 4.2 | 10.0 | 2.1 | .2  | 19.5 |
| 2016-17  | L.A. Clippers    | 61    | 61    | 31.5 | .476 | .411 | .892 | 5.0 | 9.2  | 1.9 | .1  | 18.1 |
| 2017-18  | Houston          | 58    | 58    | 31.8 | .460 | .380 | .919 | 5.4 | 7.9  | 1.7 | .2  | 18.6 |
| 2018-19  | Houston          | 58    | 58    | 32.0 | .419 | .358 | .862 | 4.6 | 8.2  | 2.0 | .3  | 15.6 |
| 2019-20  | Oklahoma City    | 70    | 70    | 31.5 | .489 | .365 | .907 | 5.0 | 6.7  | 1.6 | .2  | 17.6 |
| 2020-21  | Phoenix          | 70    | 70    | 31.4 | .499 | .395 | .934 | 4.5 | 8.9  | 1.4 | .3  | 16.4 |
| 2021-22  | Phoenix          | 65    | 65    | 32.9 | .493 | .317 | .837 | 4.4 | 10.8 | 1.9 | .3  | 14.7 |
| 2022-23  | Phoenix          | 59    | 59    | 32.0 | .440 | .375 | .831 | 4.3 | 8.9  | 1.5 | .4  | 13.9 |
| 2023-24  | Golden State     | 58    | 18    | 26.4 | .441 | .371 | .827 | 3.9 | 6.8  | 1.2 | .1  | 9.2  |
| 2024-25  | San Antonio      | 82    | 82    | 28.0 | .427 | .377 | .924 | 3.6 | 7.4  | 1.3 | .3  | 8.8  |
| Total    | Total            | 1,354 | 1,314 | 33.7 | .470 | .370 | .871 | 4.4 | 9.2  | 2.0 | .2  | 17.0 |
| All-Star | All-Star         | 11    | 4     | 24.8 | .525 | .468 | .857 | 3.9 | 11.6 | 2.4 | .0  | 12.2 |

### Playoffs
| Año   | Equipo        | PJ  | PT  | MPP  | %TC  | %3P  | %TL   | RPP | APP  | ROB | TPP | PPP  |
| ----- | ------------- | --- | --- | ---- | ---- | ---- | ----- | --- | ---- | --- | --- | ---- |
| 2008  | New Orleans   | 12  | 12  | 40.5 | .502 | .238 | .785  | 4.9 | 11.3 | 2.3 | .2  | 24.1 |
| 2009  | New Orleans   | 5   | 5   | 40.2 | .411 | .313 | .857  | 4.4 | 10.4 | 1.6 | .0  | 16.6 |
| 2011  | New Orleans   | 6   | 6   | 41.5 | .545 | .474 | .796  | 6.7 | 11.5 | 1.8 | .0  | 22.0 |
| 2012  | L.A. Clippers | 11  | 11  | 38.5 | .427 | .333 | .872  | 5.1 | 7.9  | 2.7 | .1  | 17.6 |
| 2013  | L.A. Clippers | 6   | 6   | 37.3 | .533 | .316 | .892  | 4.0 | 6.3  | 1.8 | .0  | 22.8 |
| 2014  | L.A. Clippers | 13  | 13  | 36.3 | .467 | .457 | .774  | 4.2 | 10.4 | 2.8 | .0  | 19.8 |
| 2015  | L.A. Clippers | 12  | 12  | 37.1 | .503 | .415 | .941  | 4.4 | 8.8  | 1.8 | .3  | 22.1 |
| 2016  | L.A. Clippers | 4   | 4   | 31.3 | .487 | .300 | 1.000 | 4.0 | 7.3  | 2.3 | .0  | 23.8 |
| 2017  | L.A. Clippers | 7   | 7   | 37.2 | .496 | .368 | .879  | 5.0 | 9.9  | 1.7 | .1  | 25.3 |
| 2018  | Houston       | 15  | 15  | 34.5 | .459 | .374 | .830  | 5.9 | 5.8  | 2.0 | .3  | 21.1 |
| 2019  | Houston       | 11  | 11  | 36.1 | .446 | .270 | .844  | 6.4 | 5.5  | 2.2 | .6  | 17.0 |
| 2020  | Oklahoma City | 7   | 7   | 37.3 | .491 | .372 | .885  | 7.4 | 5.3  | 1.6 | .4  | 21.3 |
| 2021  | Phoenix       | 20  | 20  | 34.2 | .497 | .446 | .877  | 3.5 | 8.6  | 1.2 | .2  | 19.2 |
| 2022  | Phoenix       | 13  | 13  | 34.5 | .561 | .388 | .946  | 4.2 | 8.3  | 1.5 | .2  | 17.5 |
| 2023  | Phoenix       | 7   | 7   | 35.8 | .418 | .321 | .500  | 5.0 | 7.4  | 1.7 | .7  | 12.4 |
| Total | Total         | 149 | 149 | 36.5 | .484 | .373 | .854  | 4.9 | 8.3  | 1.9 | .2  | 20.0 |

## Logros y reconocimientos

### Títulos internacionales de selección
- Medalla de Bronce en el Campeonato Mundial de Baloncesto de Japón 2006
- Medalla de Oro en los Juegos Olímpicos de Pekín 2008
- Medalla de Oro en los Juegos Olímpicos de Londres 2012

### Títulos y récords de franquicia
- Campeón de la División Suroeste de la NBA en la temporada 2007-08.
- Campeón de la División Pacífico de la NBA en la temporada 2012-13.
- Campeón de la División Pacífico de la NBA en la temporada 2013-14.
- Campeón de la División Suroeste de la NBA en la temporada 2017-18.
- Campeón de la División Suroeste de la NBA en la temporada 2018-19.

New Orleans Hornets
Tiros libres
- Tiros libres encestados en una carrera: 1,971
- Tiros libres intentados en una carrera: 2,310

Asistencias
- Asistencias en un partido: 21 (6 de noviembre de 2007, contra Los Angeles Lakers)
- Asistencias en una parte: 14 (2.ª parte) (6 de noviembre de 2007, contra Los Angeles Lakers)
- Asistencias en un partido, playoffs: 17 (22 de abril de 2008, contra Dallas Mavericks)
- Asistencias en una temporada: 925 (Temporada 2007-08)
- Media de asistencias en una carrera: 9.9
- Media de asistencias en una temporada: 11.6 (Temporada 2007-08)
- Media de asistencias en una carrera, playoffs: 11.0
- Partidos repartiendo 10 o más asistencias en una temporada: 56 (Temporada 2007-08)

Robos
- Robos en un partido: 9 (20 de febrero de 2008, contra Dallas Mavericks)
- Robos en una parte: 7 (1.ª parte) (20 de febrero de 2008, contra Dallas Mavericks)
- Robos en una temporada: 217 (Temporada 2007-08)

Dobles-dobles de puntos y asistencias
- Dobles-dobles de puntos y asistencias en una carrera: 150
- Dobles-dobles de puntos y asistencias en una temporada: 56 (Temporada 2007-08)
- Partidos consecutivos logrando un doble-doble de puntos y asistencias: 8

- 8, del 5 al 19 de marzo de 2008
- 8, del 25 de marzo al 6 de abril de 2008

Triples-dobles
- Triples-dobles en una carrera: 11
- Triples-dobles en una temporada: 6 (Temporada 2008-09)

Los Angeles Clippers
Asistencias
- Media de asistencia en una carrera: 9.8

robos
- Media de robos en una carrera: 2.5
- Media de robos en una temporada: 2.5 (Temporada 2011-12)

### Reconocimiento y logros personales
- Elegido Rookie del Año de la NBA en 2006.
- Elegido en el mejor quinteto de rookies de la NBA en 2006.
- Elegido para participar en el All-Star Weekend de la NBA para el partido de Rookie Challenge de 2006, 2007.
- Elegido 12 veces para participar en el All-Star Game de la NBA (2008-2016, 2020-2022)
- Elegido para participar en el Concurso de Habilidades del 2006, 2007, 2008, 2011.
- Elegido MVP del All-Star Game de la NBA de 2013.
- Elegido mejor quinteto de la NBA en 2008, 2012, 2013, 2014.
- Elegido segundo mejor quinteto de la NBA en 2009, 2015, 2016, 2020 y 2021.
- Elegido tercer mejor quinteto de la NBA en 2011 y 2022.
- Elegido mejor quinteto defensivo de la NBA en 2009, 2012, 2013, 2014.
- Elegido segundo mejor quinteto defensivo de la NBA en 2008, 2011.
- Elegido 11 veces jugador de la semana de la NBA desde que llegó a la liga.
- Elegido 7 veces jugador del mes de la NBA desde que llegó a la liga.
- Líder de la NBA en asistencias en la temporada 2007-08: 925
- Líder de la NBA en asistencias en la temporada 2008-09: 861
- Líder de la NBA en asistencias por partido de la temporada 2007-08: 11.6
- Líder de la NBA en asistencias por partido de la temporada 2008-09: 11.0
- Líder de la NBA en asistencias por partido de la temporada 2013-14: 10.7
- Líder de la NBA en asistencias por partido de la temporada 2014-15: 10.2
- Líder de la NBA en asistencias por partido de la temporada 2021-22: 10.8
- Líder de la NBA en robos de la temporada 2005-06: 175
- Líder de la NBA en robos de la temporada 2007-08: 217
- Líder de la NBA en robos de la temporada 2008-09: 216
- Líder de la NBA en robos de la temporada 2010-11: 188
- Líder de la NBA en robos de la temporada 2011-12: 152
- Líder de la NBA en robos por partidos de la temporada 2007-08: 2.7
- Líder de la NBA en robos por partidos de la temporada 2008-09: 2.8
- Líder de la NBA en robos por partidos de la temporada 2010-11: 2.4
- Líder de la NBA en robos por partidos de la temporada 2011-12: 2.5
- Líder de la NBA en robos por partidos de la temporada 2012-13: 2.4
- Líder de la NBA en robos por partidos de la temporada 2013-14: 2.5
- Dobles-dobles de puntos y rebotes en su carrera: 16
- Dobles-dobles de puntos y asistencias en su carrera: 295
- Triples-dobles en su carrera: 15 (+2 en playoffs)
- Elegido en el Equipo del 75 aniversario de la NBA (2021)
- Premio Kobe and Gigi Bryant WNBA Advocacy (2022)

### Récords de la NBA
- Partidos consecutivos robando al menos 1 balón: 108 (del 13 de abril de 2007 al 23 de diciembre de 2008)[36]
- Quinto jugador en la historia de la NBA en liderar la liga en asistencias y robos en la misma temporada

- Slick Watts (Seattle SuperSonics, 1975–76), Don Buse (Indiana Pacers, 1976–77), Micheal Ray Richardson (New York Knicks, 1979–80), John Stockton (Utah Jazz, 1988-89, 1991-92) también lo lograron.

- Primer jugador en la historia de la NBA en liderar la liga en asistencias y robos en temporadas consecutivas: 2 (2007-08, 2008-09)
- Temporadas consecutivas liderando la liga en robos: 3 (2010-11, 2011-12, 2012-13)
- 2º jugador en la historia de la NBA en robar más balones en una parte: 7 (1.ª parte) (20 de febrero de 2008, contra Dallas Mavericks)
- 2º jugador en la historia de la NBA en más partidos con al menos 1 robo en una temporada: 80 (2007-08)

- Alvin Robertson ostente este récord con 81 de 82 partidos en la temporada 1985-86
- Empate con Michael Jordan en 80 partidos en la temporada 1988-89

- 3.er jugador en la historia de la NBA en promedio de asistencias en una carrera: 9.8

- Después de Magic Johnson y John Stockton

- 1º jugador en la historia de la NBA en conseguir 20.000 puntos y 10.000 asistencias.

## Vida personal

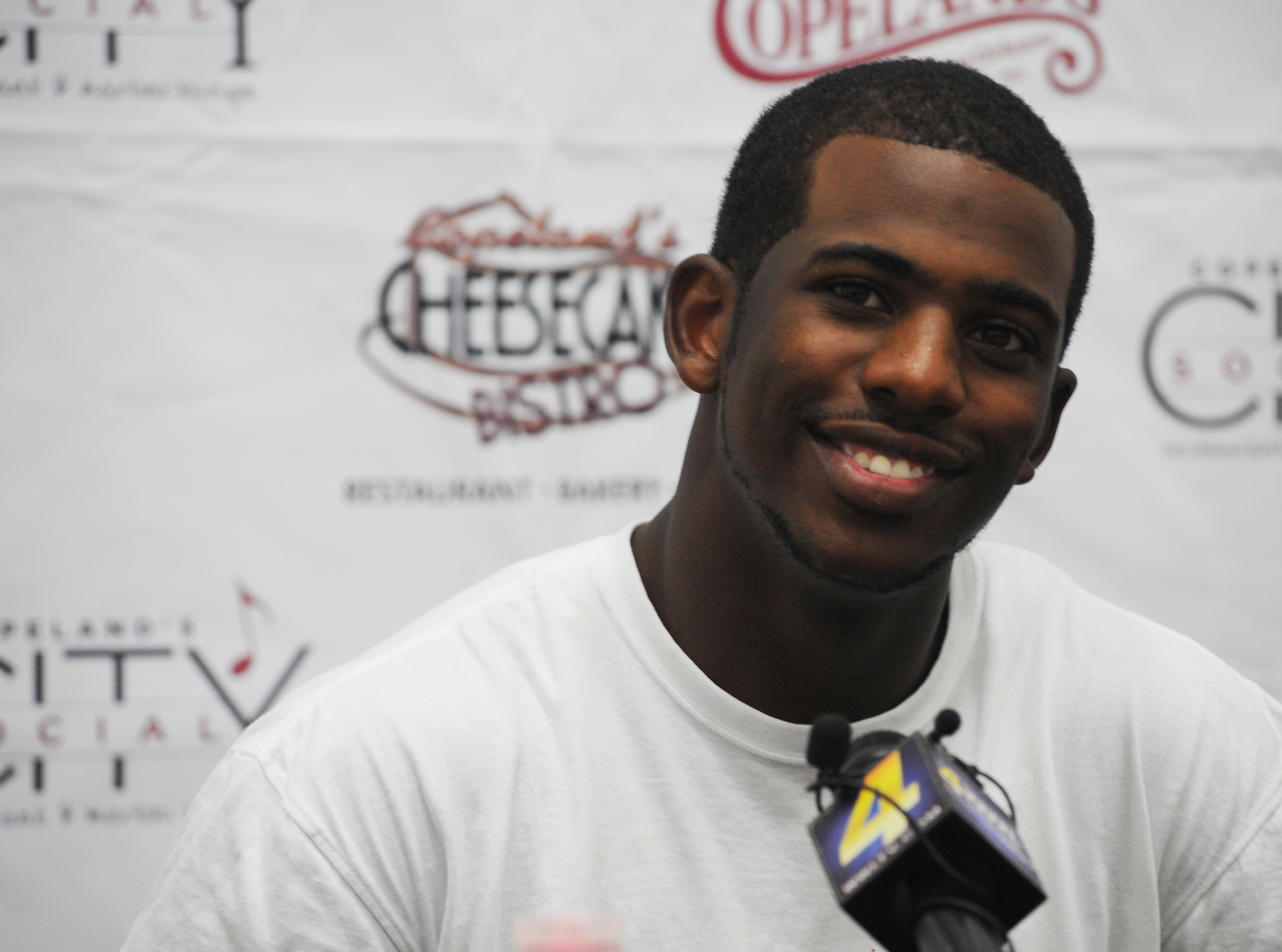
Paul en 2009.